# Alfons Dorfner
Alfons Dorfner (* 27. Januar 1911 in Lembach im Mühlkreis, Oberösterreich; † 22. Januar 1982) war ein österreichischer Kanute und Olympiasieger.

## Leben
Der Bäcker Alfons Dorfner wollte eigentlich Boxer werden. Doch als er Adolf Kainz kennenlernte, ließ er sich von diesem für den Kajaksport begeistern und begann mit diesem wettkampfmäßiges Training.
Durch einige Erfolge bei internationalen Regatten sicherten sie sich die Olympiaqualifikation. Bei den Olympischen Spielen 1936 in Berlin gelang ihnen mit einem fulminanten Finish der Sieg im Kajak-Zweierbewerb über 1000 m (mit einem Rekordvorsprung von mehr als fünf Sekunden) auf einem Breinbauer-Kajak.
Durch den Zweiten Weltkrieg wurde Dorfners Karriere unterbrochen. Später nahm er zwar das Training wieder auf, wurde aber 1948 bei einer Trainingsfahrt auf der Donau angeschossen und schwer verletzt.
In seiner Heimatgemeinde erinnern ein Straßenname in der Nähe seines Elternhauses und der Name der "Alfons-Dorfner-Halle" an den Olympiasieger. Zudem sind die Goldmedaille und weitere Preise im Heimatmuseum von Lembach ausgestellt.